# Dover Athletic F.C.
Dover Athletic FC là một câu lạc bộ bóng đá bán chuyên nghiệp có trụ sở tại Dover, Kent, Anh. Được thành lập năm 1983, đội bóng hiện thi đấu tại National League.

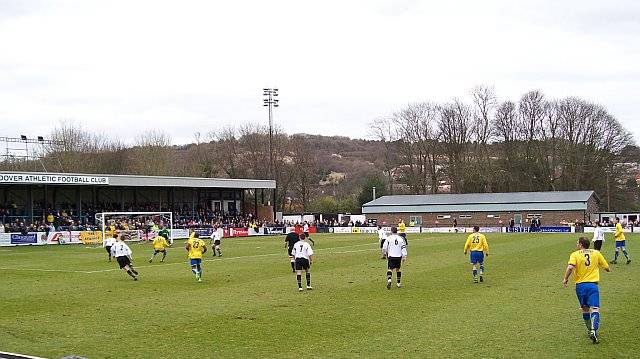
Cầu thủ câu lạc bộ Dover (mặc áo màu trắng) thi đấu tại sân Staines Town năm 2009

## Danh hiệu
- Conference South

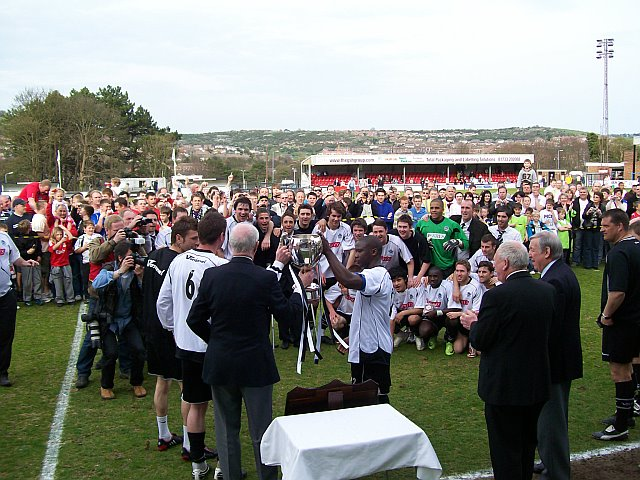
Dover nhận cúp vô địch Isthmian League năm 2009

  - Đội thắng trận Play-off mùa giải 2013–14
- Southern League
  - Nhà vô địch Premier Division các mùa giải 1989–90, 1992–93[5]
  - Nhà vô địch Southern Division mùa giải 1987–88[5]
- Isthmian League
  - Nhà vô địch Premier Division mùa giải 2008–09[6]
  - Nhà vô địch Division One South mùa giải 2007–08[7]
- Kent Senior Cup
  - Nhà vô địch các mùa giải 1990–91,[1] 2016–17[8]